# Bart's Friend Falls in Love
"Bart's Friend Falls in Love" är avsnitt 23 av säsong tre av Simpsons och sändes på Fox i USA den 7 maj 1992. I avsnittet börjar en ny elev i Bart Simpsons klass, Samantha Stanky och hans bästa kompis Milhouse blir kär i henne och de två börjar umgås. Bart känner sig utanför och bestämmer sig för att göra slut på deras relation. Lisa övertalar under tiden Marge att beställa ett band som ska subliminalt få Homer att gå ner i vikt men de får av misttag ett band som ökar ordförordet. Avsnittet skrevs av Jay Kogen och Wallace Wolodarsky samt regisserades av Jim Reardon. Kimmy Robertson gästskådespelar som Samantha, Marcia Wallace som Edna Krabappel och Phil Hartman som Troy McClure. Avsnittet har blivit hyllad för sin referens till Jakten på den försvunna skatten. Avsnittet fick en Nielsen ratings på 12.4 och var under veckan det fjärde mest sedda programmet på Fox.

## Handling
På morgonen snor Barts Homers burk med mynt innan han åker till skolan. På skolbussen visar Milhouse honom hans nya leksak, en Magic 8-Ball. Bart frågar bollen om han och Milhouse fortfarande kommer att vara vänner i slutet av dagen och bollen förutspår att de inte kommer att vara det. De börjar fundera vad som skulle kunna komma emellan dem. I skolklassen börjar samma dag en ny elev, Samantha Stanky och Milhouse blir kär i henne. Bart gillar inte att Milhouse börjar umgås med Samantha istället för honom. Lisa har blivit orolig över att Homers fetma leder honom till en för tidig död så hon övertalar Marge att beställa ett ljudband som subliminalt ska ge viktminskning. Då beställningen når företaget som säljer bandet visar det sig att det ljudbandet är slut så de skickar istället ett som öka ordförordet. Homer börjar lyssna på bandet då han sover och efter en tid börjar han prata annorlunda men går inte ner i vikt. Då de gått en tid och Homer inte gått ner i vikt slutar han lyssna på bandet sedan han insett att han blivit lurad.
Samantha följer alltid med Milhouse då han leker med Bart och han känner sig ledsen. Men efter att Bart får reda på att om Samanthas pappa fick reda på deras förhållande skulle han bli förkrossad. Bart ringer då ett anonymt telefonsamtal och berättar om deras förhållande och Samanthas pappa tar dem på bar gärning och skickar Samantha till Saint Sebastian's School for Wicked Girls som är en katolsk flickskola som drivs av fransk-kanadensiska nunnor. Milhouse är ledsen över att ha förlorat Samantha och Bart känner skyldig för det han gjort, så han berättar för honom att det var han som satte dit dem. Bart och Milhouse börjar då slåss men blir snart vänner igen. De besöker sen skolan för att träffa Samantha en sista gång. Samantha gör slut med Milhouse och han accepterar det och börjar prata med Bart om tjejer och det enda Bart svarar är att han inte förstår dem.

## Produktion och kulturella referenser
Avsnittet skrevs av Jay Kogen och Wallace Wolodarsky och regisserades av Jim Reardon. Kimmy Robertson gästskådespelar som Samantha. Kimmy fick spela in alla sina repliker ensam och inte tillsammand med de andra röstskådespelarna. Robertson har kommenterat rollen att hon hade ingen aning om hur populär hon skulle bli när hon medverkade. Alla hennes vänner trodde att hon skulle var knäsvag. Marcia Wallace gästskådespelade också som Edna Krabappel och Phil Hartman som Troy McClure. Samanthas utseende baserades på Wolodarsky systerdotter, som också heter Samantha. Avsnittets inledningen är en referens till Jakten på den försvunna skatten. Ledmotivet från Jakten på den försvunna skatten, "Raiders March" spelas under sekvensen. Producenterna var tvungna att kontakta Steven Spielberg för att få rättigheterna till låten så att de kunde använda den i avsnittet. Paul Wee blev layoutartist för sekvensen. Marges röstskådespelare, Julie Kavner, gillar scenen för att den fokuserar på animation och inte har någon dialog i sig.
Då Bart och Milhouse besöker Samantha på Saint Sebastians är det en referens till filmen Casablanca. En nunna leder i skolans en grupp barn och sjunger "Dominique", en låt av Soeur Sourire. Maggie Roswell fick sjunga men hon fick inte låttexten så hon fick hitta på en egen. Författarna hade svårt att komma på slutet. James L. Brooks kom med idén om att Samantha skulle flyttas till en katolskt skola. I avsnittet läser Lisa en tidning som har en rubrik som handlar om Zagar & Evan hade rätt om år 2525, det är referens till Zager and Evans låt "In the Year 2525". Sedan Milhouse och Samantha gjort slut säger Milhouse till Bart att deras relation började som Romeo och Julia men slutade i tragedi. Repliken ändrades sent under inspelningen. Från början skulle Milhouse ha sagt att det kändes som någon gav hans hjärta ett kalsongryck. Milhouse har en affisch i sitt rum föreställande en X-Wing från Star Wars.

## Mottagande
Avsnittet hamnade på plats 35 över mest sedda program under veckan men en Nielsen ratings på 12,4, vilket gav 11,4 miljoner hushåll och var det fjärde mest sedda på Fox under veckan. I boken I Can't Believe It's a Bigger and Better Updated Unofficial Simpsons Guide har Warren Martyn och Adrian Wood sagt att avsnittet var ett passande slut på en säsong som hade fått Simpsons att befästa sin framgång och blivit ännu mer vågad och intelligent. Hos DVD Movie Guide har Colin Jacobson sagt att redan från början i parodin på Jakten på den försvunna skatten är avsnittet underhållande. Den utvecklar karaktärerna och visar för-tonårskänslor men blir aldrig saftigt. Delen då Lisa försöker få Homer att gå ner i vikt genom bandet ger också mycket skratt. Nate Meyers på Digitally Obsessed har gett avsnittet betyg 4,5 av 5 och kommenterade att det är svårt att se Milhouse i en romantisk relation, särskilt eftersom de senaste säsongerna har skämtat om att Milhouse är homosexuell. Ändå är detta triangeldrama intressant och manuset har korrekta iakttagelser om barndomsförälskelser. Bill Gibron på DVD Verdict tycker att avsnittet är utdraget och bara scenerna med Homers ätstörning är bra. Från The Santa Fe New Mexican anser Jeff Acker att han också föredrog delen med Homers vikt. Avsnittets parodi på Jakten på den försvunna skatten har kallats för den bästa filmreferensen i seriens historia av Nathan Ditum från Total Film. I Empire har Colin Kennedy också kallat scenen för den bästa filmparodin i seriens historia. I det kanadensiska tv-programmet  The Hour har programledaren George Stroumboulopoulos rankat Jakten på den försvunna skatten parodin i listan över de fem bästa scenerna på TV och film med män i underkläder.